# Alex Marrow
Alex Marrow (Salford, 1990. január 21. –) angol labdarúgó, aki jelenleg az Oldham Athleticben játszik, a Blackburn Roverstől kölcsönben.

## Pályafutása

### Blackburn Rovers
Marrow az Ashton Athletic ificsapatában kezdett futballozni, itt figyelt fel rá a Blackburn Rovers. A kék-fehérek próbajátékra hívták, ahol hamar kiderült, hogy nagyon tehetséges és remek érzéke van a gólszerzéshez. 2008 júliusában szerződést kapott a csapattól, egy hónappal később pedig megkapta a 37-es számú mezt a felnőttek között. 2009 januárjában egy 2011 nyaráig szóló szerződést kapott a Roverstől. Az első csapatban 2009 nyarán, egy Cambridge United elleni barátságos meccsen mutatkozott be.
2009 augusztusában egy hónapra kölcsönvette az Oldham Athletic.

## Külső hivatkozások
- Alex Marrow pályafutásának statisztikái a Soccerbase oldalon (angolul)

- Alex Marrow adatlapja a Blackburn Rovers honlapján
- Alex Marrow adatlapja az Oldham Athletic honlapján

## Fordítás
- Ez a szócikk részben vagy egészben  az   Alex Marrow című angol Wikipédia-szócikk fordításán alapul.  Az eredeti cikk szerkesztőit annak laptörténete sorolja fel. Ez a jelzés csupán a megfogalmazás eredetét és a szerzői jogokat jelzi, nem szolgál a cikkben szereplő információk forrásmegjelöléseként.